# Elements Part 2
Az Elements Part 2 a Stratovarius nevű finn power metal együttes 11. nagylemeze.
2003. október 27-én került a piacra, a rajta található dalokat Timo Tolkki szerezte, kivéve a bónusz számot, amit a billentyűs svéd Jens Johansson írt. Az eredeti tervek alapján Elements címmel jelent volna meg egy hosszabb (valószínűleg dupla lemezes) albuma a Stratonak, ám a kiadó kérésére ezt két részre osztották, és két külön időpontban jelentették meg. Ez a második rész.
Feltűnő, hogy az előző részhez képest egy sokkal lassabb, depressziósabb albumról van szó, amelyben a korábbiaknál is nagyobb szerepet kap a kórus.

## A lemez tartalma
- 1. Alpha & Omega – 6:38
- 2. I Walk to My Own Song – 5:03
- 3. I'm Still Alive – 4:50
- 4. Season of Faith's Perfection – 6:08
- 5. Awaken the Giant – 6:37
- 6. Know the Difference – 5:38
- 7. Luminous – 4:49
- 8. Dreamweaver – 5:53
- 9. Liberty – 5:01

Bónusz szám
- Ride Like the Wind(csak Japánban)

## A zenekar felállása
- Timo Tolkki (gitár, háttérének)
- Timo Kotipelto (ének)
- Jari Kainulainen (basszusgitár)
- Jens Johansson (billentyűsök)
- Jörg Michael (dobok)